# Струга (Новоушицкий район)
Струга (укр. Струга) — село в Новоушицком районе Хмельницкой области Украины.
Население по переписи 2001 года составляло 1675 человек. Почтовый индекс — 32632. Телефонный код — 3847. Занимает площадь 5,903 км². Код КОАТУУ — 6823389501.

## Местный совет
32632, Хмельницкая обл., Новоушицкий р-н, с. Струга